# Аппел (Нідерланди)
Аппел (нід. Appel) — селище в нідерландській провінції Гелдерланд. Входить до муніципалітету Нейкерк. Перша згадка про населений пункт датується 1146 роком. Наразі у селищі нараховується близько 60 будинків.

## Галерея

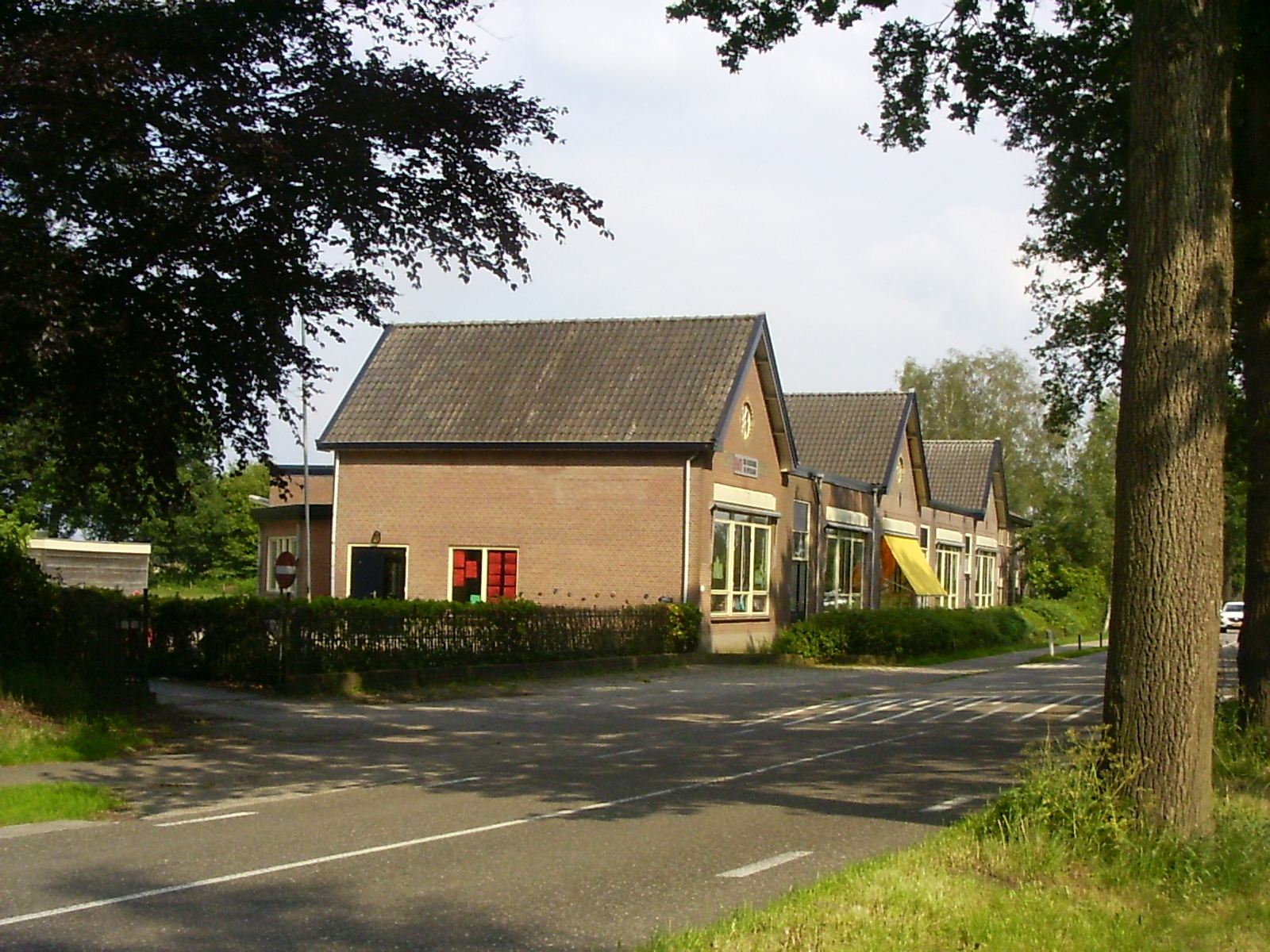
Приміщення школи
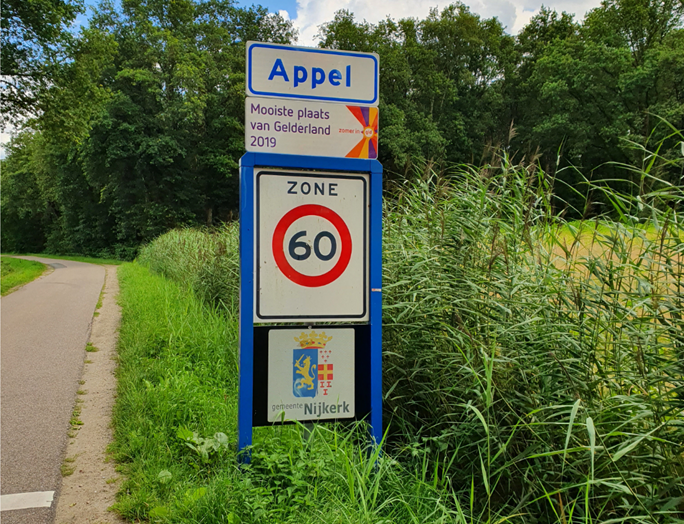
В'їзд до селища